# Nathan Mauger
Pour les articles homonymes, voir Mauger.
Pas d'image ? Cliquez ici

a Compétitions nationales et continentales officielles uniquement.

b Matchs officiels uniquement.
Dernière mise à jour le 24 novembre 2021.
Nathan Mauger (né le 8 avril 1978 à Christchurch, en Nouvelle-Zélande) est un joueur de rugby à XV néo-zélandais. Il a joué en équipe de Nouvelle-Zélande et évolue au poste de centre (1,84 m pour 98 kg).

## Biographie
Nathan Mauger est le frère d'un autre international néo-zélandais, Aaron Mauger.

## Carrière

### En club
- 2004-2005 : Gloucester RFC  Angleterre
- 2007-04/2008 : Benetton Trévise  Italie
- 04/2008-06/2008 : RC Toulon (Pro D2)  France (joker médical de Gabiriele Lovobalavu)

### En franchise
- 1999-2004 : Crusaders (Super 12)  Nouvelle-Zélande

### En province
- 1998-2003 : Canterbury (NPC)  Nouvelle-Zélande

- 2006 : Hawke's Bay (NPC)  Nouvelle-Zélande

### En équipe nationale
Il joue son premier match international en équipe de Nouvelle-Zélande le 13 novembre 2001 contre l'équipe d'Irlande A.

## Palmarès

### En club
- Champion de France de Pro D2 : 2008

### En franchise
- Vainqueur du Super 12 : 2002

### En équipe nationale
- 2 matchs (sélections non-officielles) en équipe de Nouvelle-Zélande en 2001